# Freia (protiste)
Pour les articles homonymes, voir Freia.
Genre
Freia est un genre de Ciliés de la famille des Folliculinidae.

## Liste des espèces
Selon GBIF (4 octobre 2023) :
- Freia aculeata Claparède & Lachmann, 1858
- Freia americana

## Systématique
Le genre a été décrit en 1858 par les biologistes suisses René-Édouard Claparède et Johannes Lachmann (d), avec trois espèces : Freia elegans (synonyme de Halofolliculina elegans), Freia aculeata (nom valide) et Freia ampulla (synonyme de Eufolliculina moebiusi).

## Publication originale
- Édouard Claparède et Johannes Lachmann, « Études sur les infusoires et les rhizopodes », Mémoires de l'Institut national genevois, Genève, vol. 6,‎ 1858, p. 217 (OCLC 31896870, DOI 10.5962/BHL.TITLE.106816, lire en ligne ).